# Pusionella lupinus
Pusionella lupinus é uma espécie de gastrópode do gênero Pusionella, pertencente a família Clavatulidae.